# 6조직계제
6조직계제(六曹直啓制)는 기존의 의정부서사제와는 달리 6조의 판서들이 국왕에게 직접 보고를 올리고 정책을 결정할 수 있게 한 제도이다.

## 목적
기존의 의정부서사제는 의정부 3정승을 통해서 왕에게 보고가 올라가기에 의정부에 권력이 집중되지만, 6조직계제는 직접 왕에게 먼저 그 정책에 대한 보고가 올라가고 재가를 받으므로, 의정부는 유명무실해지고 왕권이 강화되는 효과가 있다.

## 6조 직계제를 시행한 조선시대 왕
- 태종
- 세조

## 같이 보기
- 의정부서사제